# Martírio de São Lourenço
Martírio de São Lourenço é uma escultura do artista italiano Gian Lorenzo Bernini. Ela representa o santo no momento de seu martírio, sendo queimado sobre uma grelha. De acordo com o biógrafo de Bernini, Filippo Baldinucci, a escultura foi concluída quando o artista tinha 15 anos de idade, em 1614. Outros historiados tem datado a escultura entre 1615 e 1618, embora o ano de 1617 seja o mais provável. É menor que o tamanho real, medindo 108 por 66 cm.
A escultura esta guardada na Galleria degli Uffizi em Florença, na Itália, como parte da Coleção Contini Bonacossi.

## Financiamento
Há dúvidas sobre o financiamento da escultura. Filippo Baldinucci escreveu que o comprador teria sido Leone Strozzi, um nobre florentino que morava em Roma. O filho de Bernini, Domenico, autor de uma biografia sobre seu pai, sugere que o artista confeccionou a obra não pela sua devoção ao santo, mas sim para vendê-la. Bernini teria sido motivado pelo Cardeal Maffeo Barberini, devido ao crescente interesse pós-tridentino nos primeiros mártires cristãos.
Acredita-se que Strozzi conheceu a escultura enquanto estava na Basílica de Santo André do Vale, juntamente com o Cardeal Barberini. Nesta basílica, havia uma tumba dedicada ao Cardeal Lorenzo Strozzi (que morreu em Avignon em 1571) e tinha o mesmo nome do santo. Strozzi, então, adquiriu a obra na Vila de Viminale e a incluiu no inventário da família Strozzi em 1632 sob a descrição de "São Lourenço sobre uma grelha moderna".

## Criação
A escultura foi confeccionada a partir de um único bloco de mármore de Carrara. Uma restauração realizada em 1997 revelou que Bernini utilizou variadas ferramentas para criar texturas diferenciadas na superfície da obra. A parte de trás da grelha não foi polida e finalizada da mesma forma que a parte frontal, o que indica que a escultura deveria ser vista exclusivamente pela frente. Um pedestal esculpido, feito de madeira e pintado com tinta dourada, foi projetado como um suporte para a escultura. Embora possa ter sido confeccionado por Bernini, seu design sugere que foi encomendado pela família Strozzi em uma data posterior.

## Histórico recente
No início do século XIX, a escultura foi movida para uma mansão dos Strozzi em Roma. Em 1830, foi transferida para o Palácio Strozzi, em Florença. Já em 1935, tornou-se parte da coleção Contini-Bonacossi, antes de ser adquirida pelo Governo Italiano em 1969. Foi exibida no Palácio Pitti a partir de 1974 e transferida para a Galleria degli Uffizi em dezembro de 1998.